# El libro vacío (novela)

Escrito por la mexicana Josefina Vicens y publicada por primera vez en 1958, El libro vacío es una novela sobre la imposibilidad de escribir pero también sobre el impedimento para dejar de hacerlo. Su protagonista, José García, es un contador "gris que, provisto de dos libretas, apunta en una de ellas recuerdos y opiniones diversos", con la esperanza de que "al pasar sus apuntes en limpio a la otra libreta, completará una obra importante". En el camino, este soliloquio que parece no va a ninguna parte se convierte en un testimonio de la vida familiar y del pasado de su protagonista.
Octavio Paz escribió que El libro vacío es una novela magnífica, "simple y concentrada, a un tiempo llena de secreta piedad e inflexible y rigurosa" donde su autora, de manera admirable, trata el tema de la "nada", logrando un texto "tan vivo y tierno" que recrea, desde la "intimidad vacía" de su protagonista, "todo un mundo –el mundo nuestro, el de la pequeña burguesía–".

## Sinopsis
José García tiene 56 años y una vida ordinaria, con una esposa y dos hijos, José y Lorenzo. Trabaja en una oficina como contador y por las noches, luego de 20 años de "resistirse", empieza a escribir de manera desordenada en un cuaderno: si considera que lo que escribe en este "puede interesar, pasaré entonces al número dos, ya cernido y definitivo": 15 
En repetidas ocasiones García intenta dejar de escribir pero nunca lo logra, proporcionando con cada capítulo un nuevo rasgo sobre sí mismo y sobre los que lo rodean, sobre su pasado y sobre las "penurias pequeñoburguesas que en otras manos hubiera conducido al melodrama y aun a la comicidad involuntaria". Descubrimos así, entre otras cosas, las circunstancias de su primer noviazgo, su deseo frustrado de ser marinero, su despertar sexual y su primer amor con una mujer de 40 años cuando él contaba 14 y su infidelidad unos años antes de empezar a escribir este relato vacío.

## Personajes

### José García
Protagonista de la novela. Cuando inicia el relato tiene 56 años y trabaja como contador en una oficina desde hace varios años. De pequeño vivió en la costa y tenía el deseo de ser marinero.: 95  Se describe como un "hombre oscuro, liso, hundido en una angustia que no puede aclarar ni justificar": 68  y como una persona de baja estatura y angosta.: 164  Se reconoce además poco atractivo: 143  y falto de carácter y valor desde niño.: 117 
Antimodelo del hombre de éxito que la sociedad capitalista y de consumo fomenta, José García es un personaje de "escasez material, afectiva, intelectual y de experiencia [...] perdedor y náufrago" que "se mantiene en las orillas de la supervivencia".
Su primer amor y despertar sexual lo tiene a los 14 con una mujer de 40 años, en el puerto sin nombre donde creció. Su relación con ella surge como un paliativo a su imposibilidad de ser marino. "Me refugié entonces, me hundí, a pesar de mis catorce años, en una mujer de cuarenta que me acariciaba casi brutalmente" y a la que visita cada noche a pesar de que, irremediablemente al despertar, es echado pues "todo lo que me amaba en la noche me detestaba en la mañana" pues su juventud "sólo en la oscuridad era soportable".: 95–96 
La relación termina cuando la mujer toma como amante a un "marino rubio y alto, que siempre estaba riéndose y tomando ginebra", el cual era parte de la tripulación de un barco holandés que un huracán avería en el puerto.

### Esposa
De carácter fuerte y decidido, José García se refiere a ella como "mi mujer" pero nunca menciona su nombre. Al principio del relato, menciona la paciencia que tiene con él cada noche que se encierra a escribir, facilitándole las cosas para que se concentre. Esa paciencia y comprensión es calificada por el protagonista muchas veces como un deseo de venganza, como cuando está seguro que sabe sobre su amante pero no le reprocha nada. "Hay en esas mujeres resignadas, en eso que llaman actitud digna para conservar el hogar, una inconsciente y refinadísima crueldad [...] Para mí era insoportable y me provocaba un dolor distinto a todos los que había sentido [...] porque me parecía que era ella la que me estaba traicionando".: 151 

### Su hijo José
Estudiante de Leyes. Adolescente que "está por ingresar al escándalo del mundo (vía el enamoramiento)". Su novia, Margarita, es una mesera de mayor edad a la que deja luego de la exigencia de su madre. En una primera ocasión, es el propio protagonista quien lo insta a recapacitar sobre la relación y a buscar una novia de su edad. Es a partir de momentos como este que José García reconoce que no sabe cómo comunicarse con sus hijos.: 131–136 

### Su hijo Lorenzo
Niño "enfermizo e imaginativo", Lorenzo nace cuando José García tiene 49 años.: 143 

### José Varela (Pepe)
Compañero de oficina del protagonista, también contador, y de quien dice que es su amigo, "tal vez el único realmente íntimo". Como él y su esposa no pueden tener hijos, se encariña con Lorenzo y frecuentemente le lleva regalos. Es a través de este personaje que José García conoce a su amante y quien eventualmente lo ayuda a liberarse de ella y las deudas que le ha provocado esta aventura amorosa.

### Lupe Robles
Amante de José García. Amiga de la esposa de Pepe Varela a quien el protagonista conoce en la fiesta del décimo aniversario de matrimonio de Pepe. Su encuentro sucede cuando García tiene 51 años. Es viuda de un militar y es una "señora bastante joven, guapa, alegre y estrepitosa".: 142 